# Andy Burgin
Andy Burgin (sinh ngày 6 tháng 3 năm 1947) là một cựu cầu thủ bóng đá người Anh thi đấu ở vị trí hậu vệ, có hơn 300 lần ra sân trong sự nghiệp.

## Sự nghiệp
Sinh ra ở Sheffield, Burgin thi đấu cho Sheffield Wednesday, Rotherham United, Detroit Cougars, Halifax Town và Blackburn Rovers.